# Клан Маклауд
Маклауд (англ. MacLeod) — один из кланов горной части Шотландии, территориально связанный с островом Скай. Существует две основные ветви представителей клана: Маклауды Гарриса и Данвегана, возглавляемые Маклаудом из Маклауда и называемые также «Племя Тормода» (гэльск. Sìol Tormoid, англ. Seed of Tormod), и Маклауды Льюиса, возглавляемые Маклаудом с Льюиса и зовущиеся «Племя Торкеля» (гэльск. Sìol Torcaill, англ. Seed of Torcall). Обе ветви ведут своё происхождение от сыновей полулегендарного эпонима — Лауда (гэльск. Leod), жившего в XIII веке, чьим отцом был король острова Мэн Олаф Чёрный.
Широкую известность клан получил благодаря вымышленным персонажам — Коннору Маклауду из фильма «Горец» и Дункану Маклауду из одноименного сериала.